# Ambato-Boeny

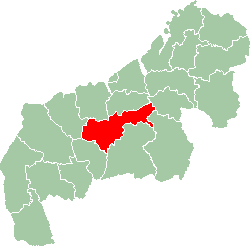
Ambato-Boeny est une commune rurale malgache située dans la partie nord-est de la région de Boeny.

## Géographie
La commune se trouve sur la rive droite du fleuve Betsiboka, au nord de son point de confluence avec la rivière Mahajamba.

## Démographie
Population. En 2018, la population compte 929 312 habitants, avec une densité démographique moyenne de 29,7 habitants par km2 (National : 43,4 habitants par km2).